# Öresjön (Bollebygds socken, Västergötland, 640464-130965)
Öresjön är en sjö i Bollebygds kommun i Västergötland och ingår i Rolfsåns huvudavrinningsområde.